# براتریکوویتسه
براتریکوویتسه (به چکی: Bratříkovice) یک منطقهٔ مسکونی در جمهوری چک است که در ناحیه اوپاوا واقع شده‌است. براتریکوویتسه ۳٫۷۳ کیلومتر مربع مساحت و ۱۶۲ نفر جمعیت دارد و ۴۱۴ متر بالاتر از سطح دریا واقع شده‌است.